# Khirbet er-Ra'i
Khirbet ar-Ra'i (en hebreo: ח'ירבת א-ראעי) es un yacimiento arqueológico de la región de Sefelá, en Israel. Se encuentra a 4 km al oeste de Laquis. Las excavaciones arqueológicas realizadas en el siglo XXI han sacado a la luz restos que datan de los siglos XII-X a. C. Según los excavadores del yacimiento, se trataba principalmente de un yacimiento cananeo, pero con una fuerte influencia filistea.

## Ubicación
Se sitúa en una colina de la orilla sur del río Lakhish, entre las partes alta y baja de la Sefelá. La colina domina la llanura costera al oeste, el monte Hebrón y Jerusalén al este y Tell ej-Judeideh y Maresha al norte. Khirbet er-Ra'i controla la carretera principal que conecta la llanura costera con la Sefelá y Judea. Según los arqueólogos, estas características hacen que el lugar sea idóneo para servir de avanzada de los asentamientos de la zona de Laquis.

## Descubrimiento y excavaciones
El yacimiento fue señalado en los mapas del PEF Survey of Palestine como Tôr el Hiry, que significa «El monte del granero; un acantilado formado aparentemente por un corrimiento de tierras» según Edward Henry Palmer (1881). Fue señalado por Yehudah Dagan en 1992, y excavado por primera vez en octubre de 2015 y abril de 2016 por encargo del Instituto de Arqueología de la Universidad Hebrea de Jerusalén y la Autoridad de Antigüedades de Israel y bajo la dirección de Yosef Garfinkel y Saar Ganor. Se abrieron dos zonas de excavación (A y B) en las que se podían ver restos de estructuras en la superficie. La excavación reveló las ruinas de una enorme estructura de la Edad de Hierro I-II y vallas del periodo otomano. Otros periodos estaban representados en tiestos de la Edad del Bronce media, persa, helenística, bizantina y del periodo islámico temprano.

## Hallazgos arqueológicos
Khirbet er-Ra'i parece haber sido el principal yacimiento de la región tras la caída de la cananea Laquis a finales del siglo XII y principios del XI a. C. Durante el siglo X a. C., Khirbet er-Ra'i era una pequeña aldea, pero parece haber tenido el mayor conjunto de cerámica de la región después de Khirbet Qeiyafa.

### Inscripción protocananea
En 2021, los arqueólogos Garfinkel y Ganor anunciaron el descubrimiento de una inscripción protocananea del XII a. C. en Khirbet ar-Ra'i, un periodo que muchos consideran el escenario histórico del Libro de los Jueces. El epigrafista Christopher Rollston descifró la inscripción, hallada en una vasija, con el nombre de Jerubbaal, que sólo aparece una vez en la Biblia hebrea como otro nombre del juez Gedeón, también llamado Jerubbaal. Según los arqueólogos, esta inscripción puede referirse a otro Jerubbaal y no al Gedeón de la tradición bíblica, pero el hecho de que se encuentre un nombre idéntico en un yacimiento arqueológico que data de un periodo identificado con el de los Jueces, demuestra que, aunque la Biblia hebrea se compiló en un periodo muy posterior, algunos recuerdos históricos se conservaron y se transmitieron de generación en generación.
Haggai Misgav, de la Universidad Hebrea, dice que, como la inscripción es parcial, no está seguro de que «Jerubbaal» sea la única lectura posible. Es posible que la primera letra que se ve sea en realidad una letra zayin, no una yodh. Es posible que antes hubiera una ayin, por lo que la inscripción también podría referirse a «Azruba'al».

## Identificación con Siclag
Varios eruditos han sugerido que Jirbet al-Ra'i es el emplazamiento de la Siclag bíblica. Otros expertos, como Israel Finkelstein y Aren Maeir, se oponen a esta identificación, basándose en la geografía bíblica y la falta de continuidad en los nombres.